# Mollis
Pour les articles homonymes, voir Mollis (homonymie).
Mollis est une localité et une ancienne commune suisse du canton de Glaris, située dans la commune de Glaris Nord.

## Géographie
Selon l'Office fédéral de la statistique, l'ancienne commune de Mollis mesurait 21,87 km2, comprenait les localités de Beglingen, Mullern et Oberdorf et était limitrophe d'Ennenda, Filzbach, Näfels, Netstal, Niederurnen et Oberurnen, ainsi que de Weesen dans le canton de Saint-Gall.

Photo aérienne prise à 100 m par Walter Mittelholzer (1919).
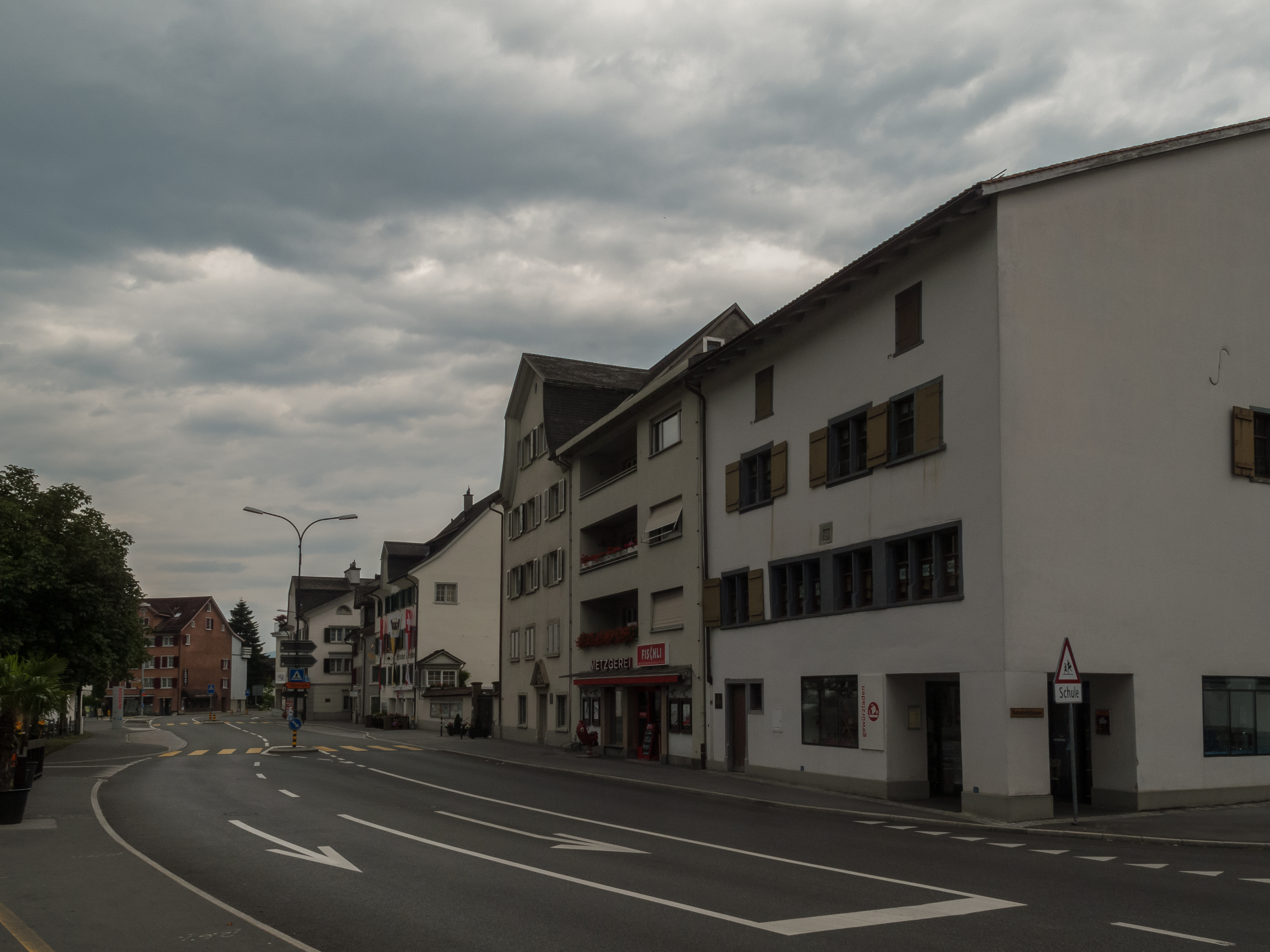
Vue dans la rue.

## Démographie
Selon l'Office fédéral de la statistique, Mollis compte 3 337 habitants fin 2022. Sa densité de population atteint 153 hab./km2.
Le graphique suivant résume l'évolution de la population de Mollis entre 1850 et 2008 :

## Culture et patrimoine

### Héraldique
| Blason | Blasonnement : D'azur à l'étoile d'argent. |